# Salonta
Salonta (Hongaars: Nagyszalonta, Duits: Großsalontha) is een stad in het zuiden van de provincie Bihor (in de regio Crișana), in het uiterste westen van Roemenië. Salonta had in 2011 17.042 inwoners. De stad ligt direct aan de Roemeens-Hongaarse grens. De Hongaarse voortzetting is Újszalonta, dat tot 1920 op het grondgebied van de stad lag.

## Geschiedenis
De eerste vermelding van Salonta dateert uit 1332. Salonta behoorde tot 1556 tot Hongarije, maar werd in dat jaar bij Transsylvanië gevoegd. Tussen 1598 en 1606 was het vorstendom Transsylvanië bezet door het Ottomaanse Rijk. Salonta viel later nog meerdere malen onder Oostenrijks-Hongaars en Ottomaans bestuur. Tijdens de Eerste Wereldoorlog behoorde het tot Oostenrijk-Hongarije, maar in 1920 viel het door het Verdrag van Trianon toe aan Roemenië. In de Tweede Wereldoorlog bezette Hongarije het opnieuw; in 1947 kwam het door het Verdrag van Parijs weer aan Roemenië.

## Bevolking
In het jaar 1910 had Salonta 15.943 inwoners. Daarvan was 95,4% (15.206 inwoners) Hongaar, 4,1% was Roemeen (650 inwoners) en had 0,5% een andere nationaliteit (87 inwoners).
In 1992 had Salonta een bevolking van 20.660, waarvan 12.622 Hongaren (61%), 7664 Roemenen, 270 Roma en 31 Duitsers.
In 2011 had Salonta een bevolking van 17.042 inwoners waarvan 10.079 Hongaren (59%), 6.584 Roemenen.
In 2022 had Salonta een bevolking van 15.792 inwoners, waarvan 8.387 Hongaren (58%) en 5.694 Roemenen.

## Stad en omgeving
Tegenwoordig is Salonta een grensstadje in Roemenië aan de Hongaarse grens en tevens een klein centrum voor etnische Hongaren in de omgeving. 
De omgeving bestaat naast de stad uit de gemeenten Avram Iancu (Keményfok) en Ciumeghiu (Illye) die een kleine etnografische regio vormen.
Ook het dorpje Arpăşel (Árpád) in de gemeente Batăr is er toe te rekenen,
In 2011 was de bevolking van de streek als volgt:
| Gemeente    | Totaal | Roemenen     | Hongaren    |
| ----------- | ------ | ------------ | ----------- |
| Arpăşel     | 864    | 198          | 662         |
| Avram Iancu | 3.316  | 2.359        | 274         |
| Ciumeghiu   | 4.297  | 2.195        | 1.054       |
| Salonta     | 17.735 | 6.888        | 10.335      |
| Totaal      | 26.212 | 11.640 (44%) | 12.325(47%) |

Tijdens de volkstelling 100 jaar eerder (1910) was de bevolking als volgt:
| Gemeente    | Totaal | Roemenen    | Hongaren     |
| ----------- | ------ | ----------- | ------------ |
| Arpăşel     | 1.686  | 46          | 1.638        |
| Avram Iancu | 3.169  | 965         | 2.159        |
| Ciumeghiu   | 5.871  | 2.265       | 3.431        |
| Salonta     | 15.414 | 637         | 14.790       |
| Totaal      | 26.240 | 3.913 (15%) | 22.018 (84%) |

In 100 jaar is de balans van de streek als Hongaars bastion sterk verandert. Vooral in het voormalige Keményfok (nu: Avram Iancu) is er onder het communistische bewind gesleuteld aan de etnische samenstelling. Het dorp werd samen met het dorpje Ant afgesplitst van de gemeente Tamáshida en werd vestigingsplek van veel Roemenen. In 1956 werd zelfs de naam van het hoofddorp en de gemeente verandert naar de Roemeense opstandleider Avram Iancu. Tegenwoordig behoort ook Tamáshida weer tot de gemeente.
Ook in de stad Salonta kwamen industrieën die met Roemeense arbeiders werden gevuld.

## Partnersteden
Salonta onderhoudt stedenbanden met Rimavská Sobota (Slowakije) en met vijf gemeenten in Hongarije: Sarkad, Túrkeve, Nagykőrös, Hajdúböszörmény en het XXIe district van Boedapest. 

## Geboren in Salonta
- János Arany (1817-1882), Hongaars dichter
- László Székely (1877-1934), Hongaars architect
- Lajos Zilahy (1891-1974), Hongaars schrijver
- György Kulin (1905-1989), Hongaars sterrenkundige

Steden met gemeentestatus: Aleșd · Marghita · Oradea · Salonta

Steden zonder gemeentestatus: Beiuș · Nucet · Săcueni · Ștei · Valea lui Mihai · Vașcău